# 일동초등학교 (경남)
일동초등학교는 대한민국 경상남도 창원시에 있는 공립 초등학교이다.

## 학교 연혁
- 1944년 4월 1일 : 대산국민학교 일동분교 개교